# Giuseppe Cadenazzi

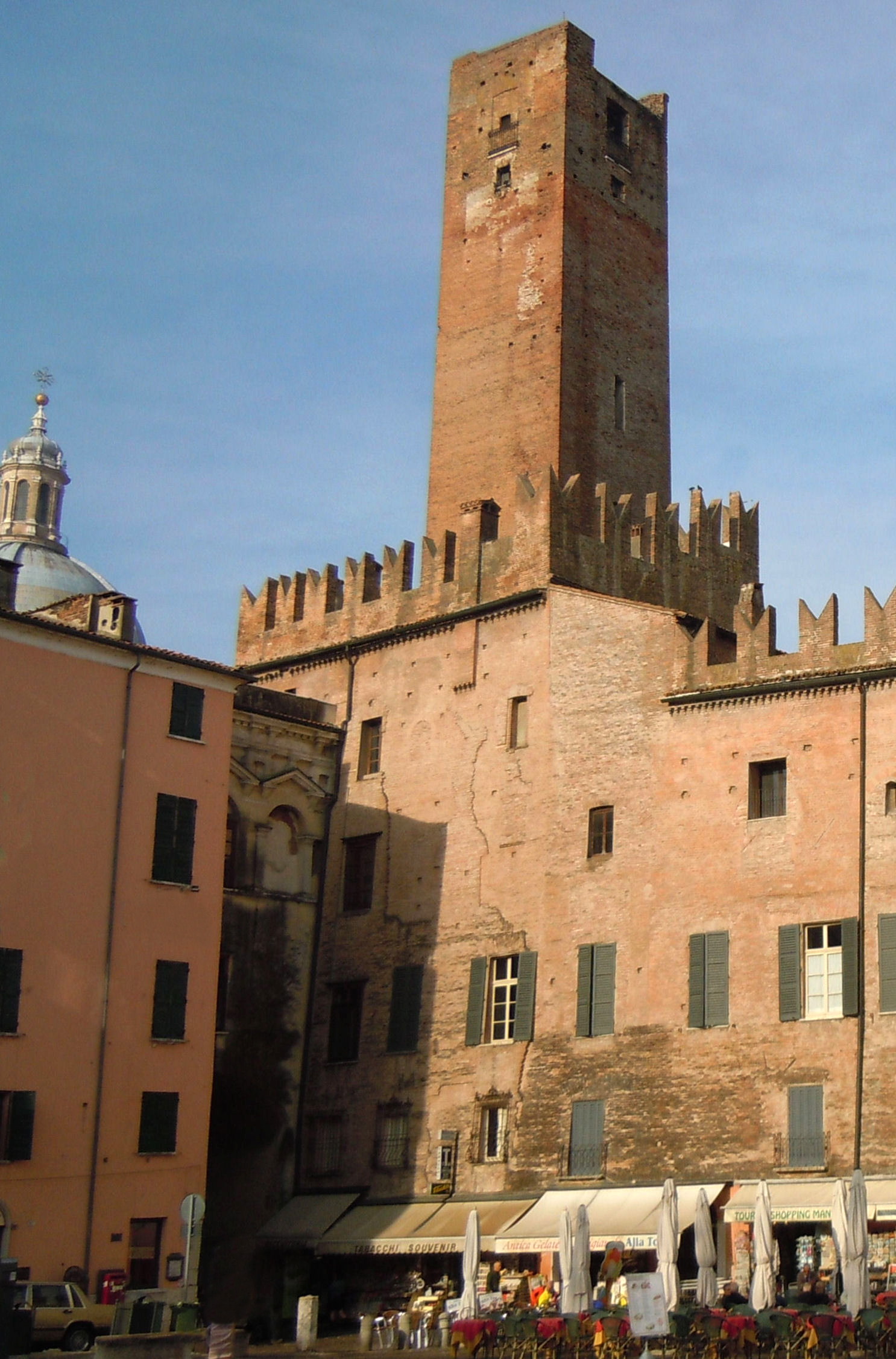
Mantova, Torre della Gabbia e Palazzo Cadenazzi.

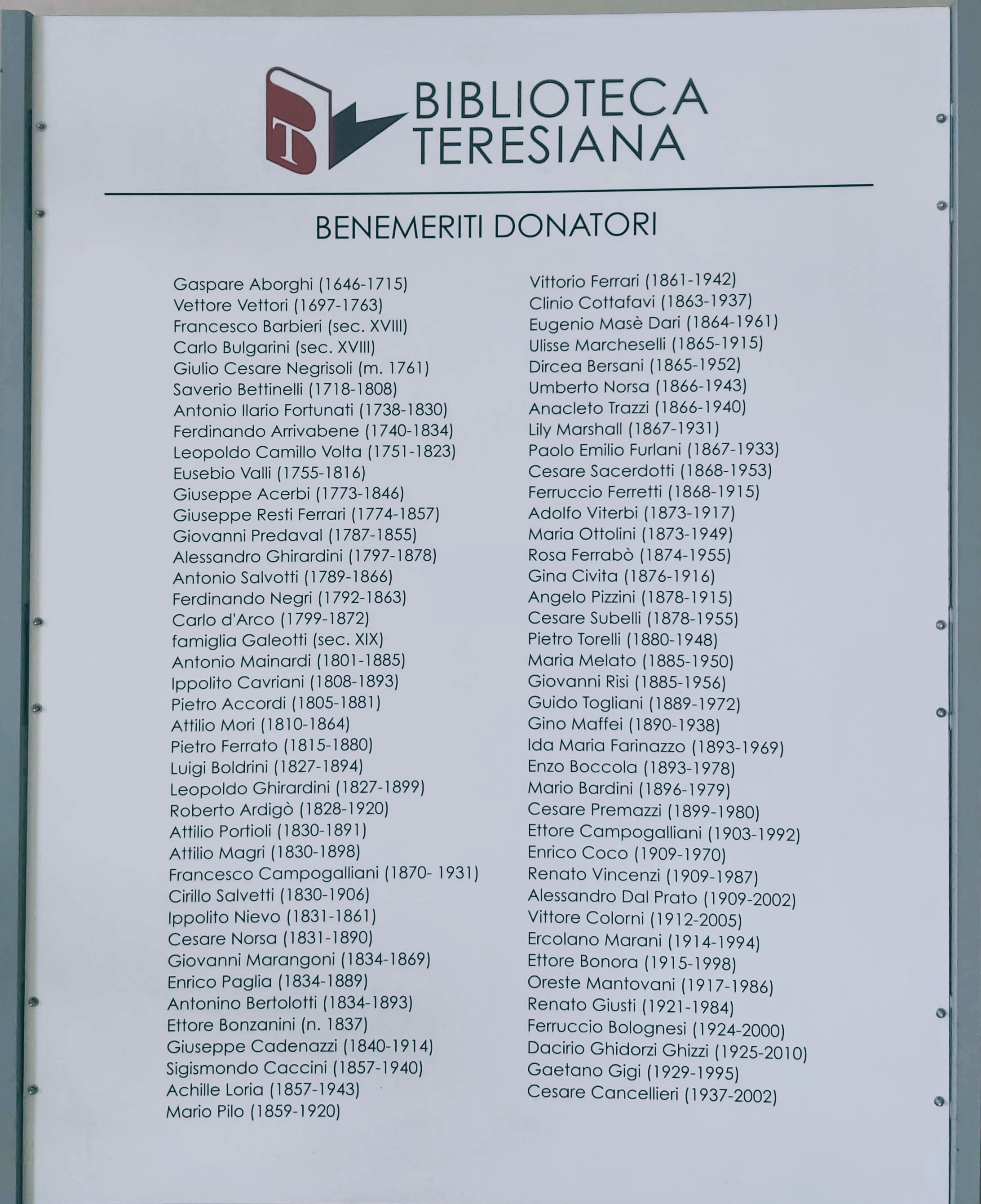
Giuseppe Cadenazzi tra i donatori della Biblioteca Teresiana di Mantova.

Giuseppe Cadenazzi (Mantova, 16 settembre 1840 – Castel d'Ario, 24 luglio 1914) è stato un avvocato e politico italiano.

## Biografia
Fu senatore del Regno d'Italia dalla XVII legislatura. Fu assessore comunale supplente, consigliere comunale di Mantova (1866-1899) e consigliere provinciale.
Laureato in giurisprudenza, svolse la professione di avvocato. Nel 1850 acquisì la proprietà della Torre della Gabbia, fino a quando in occasione di una divisione condominiale, la torre fu donata al comune di Mantova, bisognosa di restauri.
Partecipò come volontario garibaldino alla campagna per l'indipendenza e l'Unità d'Italia, alla spedizione in Aspromonte del 1862 e alla terza guerra d'indipendenza italiana.
Fu tra i fondatori del quotidiano La Provincia di Mantova.